# 서장옥
서장옥(徐璋玉, ? - 1900년)은 조선 말기의 동학 지도자이다. 승려 출신으로서 30년간 불도를 닦다가 동학에 참여한 동학 남접의 장로요 대부였다. 일명 인주(仁周)라고도 하며 호는 일해(一海)이다. 동학 교파 내에서 앞장서서 봉기를 주장하였으며, 동학 농민 운동 당시에는 충청남도에 있던 서포 소속 농민군의 지도자였다. 본관은 이천 서씨
서장옥은 일찍이 불교 승려로 30여 년을 수행하다가 동학에 투신, 1894년 전봉준과 함께 창의하니, 서장옥이 이끄는 접은 호서남접 혹은 서포라고 불렸다..
전봉준·김개남·손화중의 스승으로 남접파의 거두이며 최시형에게서 떨어져 남접을 창도하였다.

## 생애
어린 시절 승려가 되어 30년간 승려로 활동하다가 늦은 나이에 최제우를 만나 그의 제자가 되었다. 그러나 최제우가 죽자 최시형과는 별개의 종파를 만들었다. 동학교조 최제우가 잡혀 죽은 후 동학은 크게 두 파로 갈라졌다. 하나는 최시형 계열이고 또 하나는 서장옥 계열이었다. 그러나 이 두 파벌 모두 동학농민운동에 가담하게 된다. 법포는 다시 최시형, 서병학, 손병희 직계인 북접과 다시 서장옥, 전봉준, 김개남을 지도자로 하는 남접으로 나뉘게 된다.
매천야록을 쓴 황현의 《오하기문 梧下記聞》에 따르면 "처음 동학에서는 그 무리를 포(布)라고 불렀는데 법포(法布)와 서포(徐布 또는 西布)로 나뉘었다. 법포는 최시형을 받드는데 법헌이라는 최시형의 호에서 이름을 따왔다. 서포는 서장옥을 받든다. 서장옥은 수원 사람으로 최시형과 함께 교조 최제우를 따라 배웠다. 최제우가 죽자 각기 자기 도당을 세워 서로 전수하면서 이를 포덕이라 하였다. 이들은 동학이 궐기할 때 서포가 먼저 일어나고 법포가 뒤에 일어나기로 약속하였기 때문에 서포는 또 기포(起布)라 하고 법포는 좌포(坐布)라 불렀다. 전봉준이 주동하여 일어날 적에는 모두 서포였다."라고 기록하고 있다.
그는 일찍부터 불교 승려로서 오랜 수행을 하다가 동학에 참여한 것은 확실한 것으로 추정된다. 서장옥은 1884년 청주에서 살았으며, 이때 충청도 일대에서 한창 포덕에 열중하던 최시형을 황하일과 함께 찾아가 교단의 지도자로 두각을 나타냈다.
1889년 가을 서울로 올라왔다가 관가에 잡히는 몸이 되었다. 이때 벌써 동학의 중요한 지도자로 관가에 포착되었던 것이다. 그는 온갖 닦달을 받은 끝에 금갑도로 유배되었다. 동학 제2대 교조 최시형은 많은 돈을 들여 그를 풀어주게 하고, 밥 먹을 때마다 하늘에 고하는 의식을 하면서 그의 목숨을 빌었다.
그러나 서장옥은 유배에서 풀려나오자 서병학(徐丙學)과 함께 공주와 삼례 집회 등을 주도하면서 강경 노선을 추구했고, 이에 따라 최시형 등 온건한 교단 지도부와 잦은 마찰을 빚었다. 이 과정에서 그는 황하일과 함께 독자적 행동 노선을 추구하였다. 변혁 지향의 노선을 뚜렷이 하기에 이른 것이다.
그는 전라도의 손화중, 김개남, 김덕명, 전봉준 등을 제자로 거느리고 새로이 남접이라는 세력을 구축했다.
1892년 11월 삼례집회는 서장옥이 주동하여 열렸으며, 여기서 그들은 서울에 올라가 왕에게 직접 상소할 것을 결의하였다. 그들은 최시형의 미지근한 태도를 강력히 제압하여 끌어들이면서 모든 일을 주도해 나갔다. 서장옥의 본의는 상소에 있는 것이 아니라 상소를 계기로 민중을 조직화하여 혁명을 꾀하려는 데 있었다.
서장옥은 이미 삼례집회를 통해 청원 운동의 한계를 깨닫고 있었다. 더욱이 그는 삼례 집회 이후 주동자로서 체포령이 떨어진 수배자였다. 그는 서병학과 함께 "교도들로 하여금 구복으로 갈아입게 하고 관군과 협동하여 정부 간당을 소탕하고 조정을 개혁하기로" 결정하고 서울 복합상소에 임하였다.
1893년 2월의 서울 복합상소에 즈음하여 우선 외세에 반대하는 선전활동을 활발히 벌였다. 동대문과 남대문, 교회, 선교사 집 등에 붙인 격문의 주된 공격 대상은 미국 교회와 일본 상인들이었다. 그 밖에 청나라 군인들의 숙소에도 격문을 붙였다.
서장옥은 경고문에서 "너희는 급히 너희 나라로 가라." "3월 7일까지 떠나지 않으면 토벌하겠다."고 하였다. 그가 휘갈긴 대자보는 미국인과 일본인들을 두려움에 떨게 했고 서울의 민심을 뒤흔들어 놓았다. 그러나 서장옥이 이끄는 동학도들이 실제로 미국 선교사, 서양 선교사, 일본 상인, 청나라 군인들에게 해코지를 가하지는 못했다. 경고문을 붙이던 중 이들의 움직임이 동학 본부에 알려지게 됐다. 그들의 서울 계획은 사전에 발각되었고, 게다가 최시형, 손병희, 김연국, 손천민 등 온건 지도부의 제재에 부딛쳐 좌절되고 말았다.
1893년 2월 서울에서의 복합상소에 이어 열린 3월의 보은 집회가 "왜놈들과 양놈들을 몰아내자.(斥洋斥倭)"는 공식적인 반외세 기치가 드높이 올랐다. 보은에서 최시형을 중심으로 한 집회가 열리고 있을 때, 전라도 땅 금구현 원평(전북 김제군 금산면 원평리)에는 서장옥의 접과 전봉준 접 등이 모여들었다. 금구 원평에서도 대대적인 동학 농민군 집회가 열리고 있었다. 이 집회를 주도한 인물이 서장옥을 비롯한 서병학, 전봉준, 김덕명이었다. 이들 원평집회 주최측은 보은집회의 귀추를 날카롭게 지켜보고 있었다.
1893년 2월의 집회 때 남접 쪽에서는 북접이 주최하는 보은 집회의 동정을 살피려고 긍엽(亘葉)이라는 승려를 파견까지 하였다. 갑오 동학농민전쟁에는 서장옥 뿐만 아니라 수많은 승려도 참가하였다. 즉 원평의 남접 호남세력과 서포의 연합 집회에 불갑사의 인원(仁原), 선운사의 우엽(愚葉), 백양사의 수연(水演) 등 호남 지방 승려들이 참가했다.
1894년 3월 농민전쟁이 본격적으로 벌어지자 그해 6월게 서장옥은 관가에 잡히는 몸이 되었다. 그러나 고문을 당하면서도 동지들의 행방을 함구하였다. 왕실의 정책에 찬성하지 않았으며, 농민 운동 당시 충청남도의 서포를 이끌던 그의 세력은 전라도의 남접에 비교해서 세가 미약하였다. 그는 고문으로 거의 죽게 되었을 지경까지 이른 몸으로 좌포도청에 옮겨 갇혔다가 석방됐다. 감옥에서 고문으로 죽으면 문책이 따르므로 석방해 준 듯 하다.
그해 9월 장위영 영관 이두황 등이 변절한 동학 지도자 서병학을 앞세우도 경기도로 충청도로 동학 농민군 토벌을 다닐 적에 받은 다음과 같은 정탐 보고에도 그의 행보가 나타난다. "유학당을 표방하는 허문숙, 서장옥 등 5~6만 명이 충주 용수포에 모여 있고 동학당 신재련 등 4~5만 명이 진천 광혜원에 모여 있는데 곧 접전에 들어갈 작정"이라는 것이다.
북접과 남접은 남접이 제3차 봉기(1894.9)를 일으킬 적에 어렵게 연합전선을 이룬다. 농민전쟁의 성격은 일본군 축출을 위한 전면적 대일 전쟁으로 바뀌어 있었다. 북접이 논산, 공주로 움직일 때 서장옥은 그들과 행동을 같이 하는 대신 청주 병영의 공격에 나섰으나 병영은 함락되지 않았다. 본래 승려였던 그는 한동안 사찰에서 은신해 있었다. 동학 농민 전쟁이 끝난 직후에도 서장옥은 잡히지 않았다. 어디에서 무슨 일을 하였는지 잘 알려져 있지 않으나 1900년 잡히는 몸이 되어 기록에 등장한다. 그는 동지 손사문과 함께 사형을 선고받고 교수형에 처해졌다.

## 승려의 동학 농민 운동 참여
동학 농민운동에는 불교 스님들도 참여하였다. 이는 동학 농민군의 주요 파벌 중 하나인 서포의 지도자 서장옥이 불교 승려 출신인 점이 작용하였다. 그밖에 충청남도 산사의 일부 승려들도 서포에 가담하였다.

## 같이 보기
- 동학 농민 운동
- 서병학
- 전봉준
- 김개남
- 손화중
- 이방언
- 천도교
- 최시형
- 최제우
- 흥선대원군

## 참조
1. 1 2 3 4 5 6 7 8 9  임혜봉, 《한권으로 보는 불교사 100 장면》 (가람기획, 1994) 266페이지
2. 1 2 3 4 5 6 7  임혜봉, 《한권으로 보는 불교사 100 장면》 (가람기획, 1994) 267페이지
3. 1 2  임혜봉, 《한권으로 보는 불교사 100 장면》 (가람기획, 1994) 265페이지
4. 1 2 3 4 5 6 7 8 9  임혜봉, 《한권으로 보는 불교사 100 장면》 (가람기획, 1994) 268페이지